# XXIIe gouvernement de la République (Espagne)
Seconde République espagnole
Martínez Barrio II Caballero I
Le XXIIe gouvernement de la République (XXIIe Gobierno de la Republica) est le gouvernement de la République espagnole en fonction du 19 juillet 1936 au 4 septembre 1936, durant la Guerre Civile.

## Composition
| Portefeuille                                           | Titulaires | Titulaires                    | Parti |
| ------------------------------------------------------ | ---------- | ----------------------------- | ----- |
| Président du Conseil Ministre de la Marine             |            | José Giral                    | IR    |
| Ministre de l'Économie et des Finances                 |            | Enrique Ramos Ramos           | IR    |
| Ministre d'État                                        |            | Augusto Barcia Trelles        | IR    |
| Ministre de la Justice                                 |            | Manuel Blasco Garzón          | UR    |
| Ministre du Gouvernement                               |            | Sebastián Pozas               | sans  |
| Ministre de l'Industrie et du Commerce                 |            | Plácido Álvarez-Buylla Lozana | sans  |
| Ministre de la Guerre                                  |            | Luis Castelló                 | sans  |
| Ministre de l'Instruction Publique et des Beaux-arts   |            | Francisco Barnés Salinas      | IR    |
| Ministre des Travaux publics                           |            | Antonio Velao                 | IR    |
| Ministre du Travail,de la Santé et du Bien-être social |            | Juan Lluhí                    | ERC   |
| Ministre de l'Agriculture                              |            | Mariano Ruiz-Funes            | IR    |
| Ministre des Communications et de la Marine Marchande  |            | Bernardo Giner de los Ríos    | UR    |